# Estany de l'Orri de la Vinyola

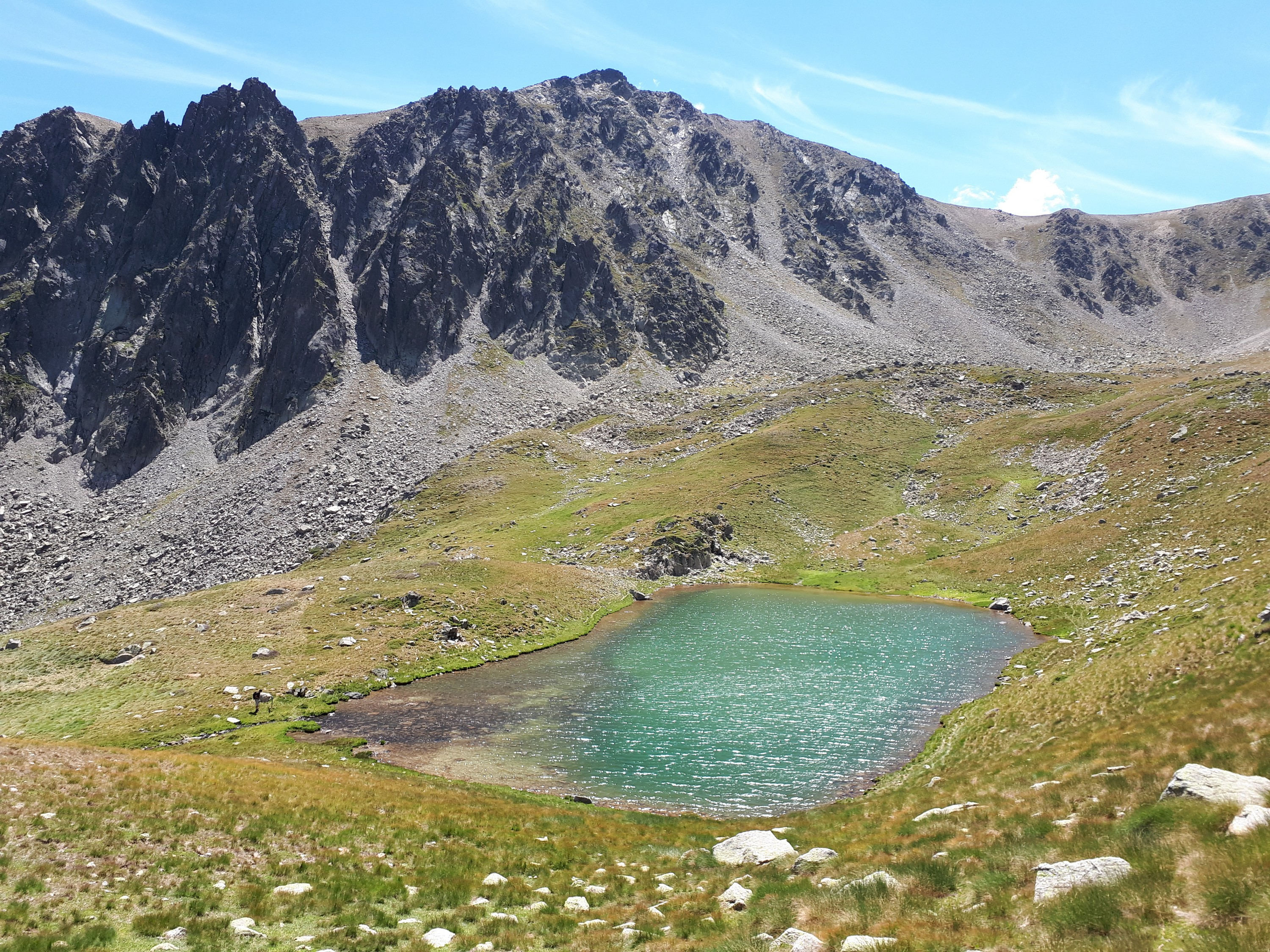
Estany de l'Orri de la Vinyola

L'Estany de l'Orri de la Vinyola és un llac d'origen glacial dels Pirineus, del terme comunal de Portè, de l'Alta Cerdanya, a la Catalunya del Nord.
És a a la vall del Rec de l'Orri, a la zona occidental del terme de Portè, al costat sud-oest de l'Estació d'esquí de Portè - Pimorent. És al sud-oest, força lluny i molt més amunt, de la Bassa de l'Orri de la Vinyola, tot i que comparteixen curs d'aigua.
Aquest estany és molt concorregut per les rutes excursionistes que recorren els Pirineus de la zona oriental d'Andorra i occidental de la Cerdanya.